# Rafael López
Rafael Orlando López Briones (2 de julio de 1926 - Rancagua, 10 de octubre de 2012) fue un político chileno, militante del Partido Demócrata Cristiano. Fue exalcalde, regidor y concejal por San Fernando (Chile).

## Vida pública
Durante toda su vida estuvo ligado al Partido Demócrata Cristiano, fue alcalde de San Fernando resultandó electo en 1971-1973, y lo fue también durante 1995-1996.
Además fue elegido concejal entre el período 1992-1996, pero terminó anticipadamente al ocupar el cargo de Alcalde nuevamente por la muerte de Juan Molina Arriagada, siendo elegido para este cargo por sus pares.
Fue funcionario de Ferrocarriles del Estado, siempre estuvo muy ligado al servicio público, ocupando varios cargos en la Democracia Cristiana, entre ellos presidente comunal y delegado ante la Junta Nacional.

## Historial electoral

### Elecciones municipales de 1992
- Elecciones Municipales de 1992, para San Fernando[2]

| Candidato                           | Pacto                           | Partido     | Votos | Porcentaje % | Resultado |
| ----------------------------------- | ------------------------------- | ----------- | ----- | ------------ | --------- |
| Juan José Molina Arriagada          | Concertación                    | PDC         | 5.016 | 17,14        | Alcalde   |
| Carlos Alberto Guzmán Garrido       | Concertación                    | PDC         | 1.043 | 3,56         |           |
| Rafael López Briones                | Concertación                    | PDC         | 1.728 | 5,90         | Concejal  |
| Gabriel Bilbao Salinas              | Concertación                    | PR          | 3.140 | 10,73        | Concejal  |
| Waldo Sergio Medina Arellano        | Concertación                    | PPD         | 845   | 2,89         |           |
| Flor Ángel Ángel                    | Concertación                    | PS          | 2.025 | 6,92         |           |
| Juan Cucumides Argomedo             | Partido Comunista               | PC          | 335   | 1,14         |           |
| Juan Cortes López                   | Partido Comunista               | PC          | 765   | 2,61         |           |
| José Figueroa Jorquera              | Partido Comunista               | PC          | 1.546 | 5,28         | Concejal  |
| Marcos Medina Soto                  | Partido Comunista               | PC          | 130   | 0,44         |           |
| Manuel Allende Astudillo            | Partido Comunista               | PC          | 378   | 1,29         |           |
| Lautaro Correa Peña                 | Partido Comunista               | PC          | 318   | 1,09         |           |
| Aquiles Cornejo Cornejo             | Participación y Progreso        | RN          | 2.573 | 8,79         | Concejal  |
| Roberto Segundo Silva Saavedra      | Participación y Progreso        | RN          | 2.212 | 7,56         |           |
| Gustavo Valderrama Calvo            | Participación y Progreso        | UDI         | 3.344 | 11,43        | Concejal  |
| Vilma Mariana Villanueva Villalobos | Participación y Progreso        | UDI         | 657   | 2,25         |           |
| María Jimena Piraíno Valenzuela     | Participación y Progreso        | UDI         | 222   | 0,76         |           |
| Fernando Rivadeneira Monreal        | Participación y Progreso        | Ind.Lista D | 1.108 | 3,79         |           |
| Guido Polidori Montoya              | Unión de Centro Centro          | UCC         | 744   | 2,54         |           |
| Juan Gatica Valenzuela              | Unión de Centro Centro          | UCC         | 189   | 0,65         |           |
| Gilberto Calvo Calvo                | Unión de Centro Centro          | UCC         | 347   | 1,19         |           |
| Victoria Muñoz Farías               | Unión de Centro Centro          | UCC         | 112   | 0,38         |           |
| Bernardo Antonio Rebolledo Silva    | Independientes (Fuera De Pacto) | IND.        | 488   | 1,67         |           |

### Elecciones de concejal de 2004
- Elecciones Municipales de 2004, para concejales por San Fernando[3]

| Candidato                           | Pacto                           | Partido      | Votos | %     | Resultado |
| ----------------------------------- | ------------------------------- | ------------ | ----- | ----- | --------- |
| Marcos Medina Soto                  | Juntos Podemos Más              | PC           | 543   | 1,86  |           |
| Salome Sandoval Saavedra            | Juntos Podemos Más              | PC           | 1.276 | 4,38  |           |
| Marta Valdés Recabarren             | Juntos Podemos Más              | PC           | 293   | 1,01  |           |
| Hermes Figueroa Rojas               | Juntos Podemos Más              | PC           | 832   | 2,85  |           |
| Juan Cortés López                   | Juntos Podemos Más              | ILA          | 553   | 1,90  |           |
| Marta Cádiz Coppia                  | Alianza                         | RN           | 2.274 | 7,80  | Concejal  |
| Osvaldo Maturana Correa             | Alianza                         | RN           | 2.786 | 9,56  | Concejal  |
| Marcia Palma González               | Alianza                         | RN           | 1.692 | 5,80  |           |
| Myriam Riquelme Núñez               | Alianza                         | UDI          | 831   | 2,85  |           |
| Salomón Cumsille Cumsille           | Alianza                         | UDI          | 374   | 1,28  |           |
| Felipe Gerardo Rivadeneira Troncoso | Alianza                         | UDI          | 657   | 2,25  |           |
| Carlos Urzúa Morales                | Concertación por la Democracia  | PDC          | 1.947 | 6,68  | Concejal  |
| Rafael López Briones                | Concertación por la Democracia  | PDC          | 1.007 | 3,45  |           |
| Washington Polidori Venegas         | Concertación por la Democracia  | PRSD         | 1.519 | 5,21  |           |
| Luis Riquelme Maturana              | Concertación por la Democracia  | PPD          | 1.929 | 6,62  |           |
| Mario González Maturana             | Concertación por la Democracia  | PS           | 2.310 | 7,92  | Concejal  |
| Roberto Quinteros Donoso            | Concertación por la Democracia  | Ind. Lista C | 1.951 | 6,69  | Concejal  |
| Héctor Pérez Bahamondes             | Independientes (Fuera De Pacto) | IND          | 594   | 2,04  |           |
| Enrique Díaz Quiroz                 | Independientes (Fuera De Pacto) | IND          | 5.781 | 19,83 | Concejal  |